# Feital
Feital é uma povoação portuguesa do Município de Trancoso que foi sede da extinta Freguesia de Feital, freguesia que tinha 5,23 km² de área e 65 habitantes (2011), e, por isso, uma densidade populacional de 12,4 hab/km².

Em 2013, a Freguesia de Feital foi extinta (agregada) tendo o seu território sido agregado ao da Freguesia de Vila Franca das Naves para constituir a nova União das Freguesias de Vila Franca das Naves e Feital.

## População
| População da freguesia de Feital | População da freguesia de Feital | População da freguesia de Feital | População da freguesia de Feital | População da freguesia de Feital | População da freguesia de Feital | População da freguesia de Feital | População da freguesia de Feital | População da freguesia de Feital | População da freguesia de Feital | População da freguesia de Feital | População da freguesia de Feital | População da freguesia de Feital | População da freguesia de Feital | População da freguesia de Feital |
| -------------------------------- | -------------------------------- | -------------------------------- | -------------------------------- | -------------------------------- | -------------------------------- | -------------------------------- | -------------------------------- | -------------------------------- | -------------------------------- | -------------------------------- | -------------------------------- | -------------------------------- | -------------------------------- | -------------------------------- |
| 1864                             | 1878                             | 1890                             | 1900                             | 1911                             | 1920                             | 1930                             | 1940                             | 1950                             | 1960                             | 1970                             | 1981                             | 1991                             | 2001                             | 2011                             |
| 233                              | 232                              | 246                              | 271                              | 265                              | 279                              | 263                              | 280                              | 243                              | 215                              | 157                              | 121                              | 99                               | 80                               | 65                               |

			
Por idades em 2001 e 2021			

| 0-14 anos | 15-24 anos | 25-64 anos | 65 e + anos |
| 15 \| 6   | 9 \| 11    | 34 \| 27   | 22 \| 21    |
| 11% \| 9% | 11% \| 17% | 44% \| 42% | 34% \| 32%  |

## Património
- Igreja Matriz de Feital;
- Capela de Santa Quitéria;
- Capela de Garcia Joanes.